# Харманський Едуард Осипович
Едуа́рд-Юліа́н О́сипович Харма́нський (*1836 — †бл. 1910) — український архітектор польського походження, жив і працював у Катеринославі (нині місто Дніпро). Батько архітекторів Здислава та Станіслава Харманських.

## Біографія
Народився у 1836 році.
У 1852-1858 роках — навчався в Петербурзькому будівельному училищі, де отримав звання цивільного інженера і чин губернського секретаря. До Катеринослава потрапив за розподілом — отримав посаду одного з архітекторських помічників Катеринославської губернської шляхової та будівельної комісії. 
З 1865 року — працював у Катеринославському губернському правлінні на посаді молодшого інженера, з 1867 — молодшого архітектора, а з 1875 і орієнтовно по 1904-й — губернського архітектора.
У середині 1870-х придбав садибу на розі Потьомкінської та Крутогірної вулиць.
Помер наприкінці першого десятиліття XX століття. Точна дата смерті невідома.

## Творчість
У 1871 році спроектував будинок повітового земства у Верхньодніпровську, у неоготичному стилі. Будівництво земства було завершено у 1874-му. Аналогічний за рішеннями будинок лікаря Нейштаба по Первозванівській вулиці у Катеринославі (вулиця Короленка, 17), зведений приблизно у цей же час, можливо, також авторства Харманського.
У 1886-1887 роках виконав проект капітального ремонту головного корпусу Катеринославської чоловічої гімназії на Соборній площі.
У 1888 році перебудував дерев'яний Троїцький собор у Новомосковську.
У 1904 році за проектом Харманського був побудований корпус актової зали Катеринославської чоловічої гімназії.
Здійснював технічний нагляд за будівництвом катеринославського міського поштамту в 1904-1905 роках (проспект Дмитра Яворницького, 62).